# Psiquiatría forense
La psiquiatría forense o siquiatría forense es una subespecialidad de la psiquiatría. Se define como la aplicación de la psiquiatría clínica al derecho, con el objetivo de establecer el estado de las facultades mentales, con el propósito de delimitar el grado de responsabilidad penal y capacidad civil del individuo. Su aplicación abarca contextos legales entre los que se incluyen materias penales, civiles, laborales, correccionales, regulatorias y legislativas. Además de la evaluación y diagnóstico, la psiquiatría forense brinda tratamiento integral a las personas en conflicto con la ley, sean estos adultos o menores de edad.

## Historia
A partir del siglo XX, la [psiquiatría] comienza a auxiliar al poder judicial, desarrollando tareas periciales. Entre 1992 y 1993 fue reconocida oficialmente como subespecialidad por la American Board of Psychiatry & Neurología.

## Papel
La psiquiatría forense desempeña diversas funciones, dependiendo del área del derecho al cual sea aplicada.
- Derecho civil: En materia de derecho civil, la psiquiatría forense se encarga de los aspectos mentales o psicopatológicos relacionados en causas de indemnización, y las eventuales secuelas o daños psíquicos determinados por un perito.

- Derecho de familia: En materia de derecho de familia, la psiquiatría forense se ocupa de asuntos relacionados con custodia y tuición de los hijos, violencia intrafamiliar, determinación de las habilidades parentales de los progenitores, etc.

- Derecho penal: En el ámbito penal, cumple un papel específico en la evaluación de la imputabilidad y peligrosidad. En este ámbito también se incluyen las evaluaciones periciales en causas de responsabilidad médica y mala praxis.

- Derecho laboral: En relación con el derecho laboral, la psiquiatría forense se encarga de situaciones relativas a la internación involuntaria, derecho a recibir o rechazar tratamientos, consentimiento informado, grado de discapacidad laboral, etc.

- Ámbito penitenciario y correccional: En este ámbito, se encarga de evaluaciones presentenciales, beneficios carcelarios, reinserción y rehabilitación social, evaluación y atención clínico-psiquiátrica de personas privadas de libertad, etc.